# 메트로폴리탄 생명보험 타워
메트로폴리탄 생명보험 타워(Metropolitan Life Insurance Company Tower)은 뉴욕 시 맨해튼 매디슨 가에 위치한 오래된 초고층 빌딩이다. 이탈리아 베네치아에 위치한 산 마르코 대성당의 종탑을 본따 설계되었다.
1909년 완공된 이 빌딩은 2005년까지 메트라이프 사의 본사로 사용되었다. 이 건물은 1913년 울워스 빌딩이 완공되기 전까지 세계 최고층 빌딩으로 불리기도 했다.
2005년 3월, SL Green 부동산 기업은 주거용 건축물 전환을 위해 메트라이프사로부터 이 빌딩을 구입했다. 2007년 3월, 빌딩은 다시 아프리카 이스라엘 인베스트먼츠에 2억 달러에 매각되었다.

## 같이 보기
- 마천루 목록